# Rumänische Squash-Meisterschaften
Die Rumänischen Squash-Meisterschaften sind ein Wettbewerb zur Ermittlung des nationalen Meistertitels im Squash in Rumänien. Ausrichter ist die Federația Română de Squash.
Sie werden seit 2012 bei den Herren und Damen jährlich ausgetragen. Rekordhalter sind Vasile Hapun bei den Herren mit neun Titeln sowie Florentina Constantinescu bei den Damen mit fünf Titeln.

## Rumänische Meister
Die Nummern in Klammern hinter den Namen geben die Anzahl der gewonnenen Meisterschaften wieder. Folgende Spieler konnten die Meisterschaft gewinnen:
| Jahr | Herren             | Damen                         |
| ---- | ------------------ | ----------------------------- |
| 2012 | Andrei Luchian     | Florentina Constantinescu     |
| 2013 | Vasile Hapun       | Florentina Constantinescu (2) |
| 2014 | Vasile Hapun (2)   | Alina Ionuț                   |
| 2015 | Andrei Luchian (2) | Andra Petrică                 |
| 2016 | Vasile Hapun (3)   | Carmen Blănaru                |
| 2017 | Vasile Hapun (4)   | Florentina Constantinescu (3) |
| 2018 | Vasile Hapun (5)   | Florentina Constantinescu (4) |
| 2019 | Vasile Hapun (6)   | Florentina Constantinescu (5) |
| 2020 | Radu Pena          | Alexandra Bardac              |
| 2021 | Vasile Hapun (7)   | Nicoleta Ștefan               |
| 2022 | Vasile Hapun (8)   | Andreea Ghiorghișor           |
| 2023 | Dumitru Goian      | Andreea Ghiorghișor (2)       |
| 2024 | Vasile Hapun (9)   | Andreea Ghiorghișor (3)       |
| 2025 | Radu Pena (2)      | Timeea Dumitrașcu             |